# Liderzy punktowi LNB Pro B
Liderzy punktowi LNB Pro B – zawodnicy, którzy zostali liderami punktowymi koszykarskiej ligi francuskiej II poziomu rozgrywkowego – LNB Pro B. Aby zostać sklasyfikowanym na liście najlepiej punktujących zawodnik musi rozegrać określoną, minimalną liczbę spotkań w sezonie, uzyskując jak najwyższą średnią punktów. 

## Liderzy punktowi LNB Pro B
| Sezon   | Lider                | Zespół               | PPG  | Prz.   |
| ------- | -------------------- | -------------------- | ---- | ------ |
| 1987–88 | Rick Raivio          | Montpellier          | 30,7 |        |
| 1988–89 | Larry Lawrence       | Le Mans              | 32,4 |        |
| 1989–90 | James Banks          | Berck                | 33,5 |        |
| 1990–91 | James Banks          | Nancy                | 30,4 |        |
| 1991–92 | Marcus Gaither       | Chatou               | 33,9 |        |
| 1992–93 | Todd Jadlow          | Berck                | 31,8 |        |
| 1993–94 | Bruce Bowen          | Le Havre             | 28,2 |        |
| 1994–95 | Bruce Bowen (2×)     | Évreux               | 28,8 |        |
| 1995–96 | David Booth          | Toulouse Spacer's    | 31,3 |        |
| 1996–97 | Julius Michalik      | Golbey-Epinal        | 23,7 |        |
| 1997–98 | Terry                | Mulhouse             | 24,8 | [ 1 ]  |
| 1998–99 | Samuel Hines         | Poissy-Chatou        | 21,9 | [ 2 ]  |
| 1999–00 | Keith Bullock        | Saint-Etienne        | 23,1 | [ 3 ]  |
| 2000–01 | Malik Dixon          | CSP Limoges          | 24,8 | [ 4 ]  |
| 2001–02 | Marcus Wilson        | As Bondy             | 24,8 | [ 5 ]  |
| 2002–03 | Rashard Lee          | Olympique Antibes    | 24,6 |        |
| 2003–04 | / Jelani Gardner     | Etendard de Brest    | 22,2 | [ 6 ]  |
| 2004–05 | Mario Porter         | FC Mulhouse Basket   | 21,2 | [ 7 ]  |
| 2005–06 | Cedrick Banks        | Besançon BCD         | 20,6 | [ 8 ]  |
| 2006–07 | Dawan Robinson       | CSP Limoges          | 20,4 | [ 9 ]  |
| 2007–08 | Rashaun Freeman      | Nantes               | 19,8 | [ 10 ] |
| 2008–09 | Errick Craven        | Stade Clermontois    | 19,9 | [ 11 ] |
| 2009–10 | Chris Davis          | Charleville-Mézières | 18,2 | [ 12 ] |
| 2010–11 | Moses Sonko          | Aix Maurienne        | 19,3 | [ 13 ] |
| 2011–12 | Jason Siggers        | Rouen Métropole      | 18,5 | [ 14 ] |
| 2012–13 | Wilbert Brown        | Aix Maurienne        | 21,3 | [ 15 ] |
| 2013–14 | Zachery Peacock      | Boulogne-sur-Mer     | 20   | [ 16 ] |
| 2014–15 | Ivan Almeida         | Lille Métropole      | 18,1 | [ 17 ] |
| 2015–16 | Frank Hassell        | Boulazac Dordogne    | 18,4 |        |
| 2016–17 | Zachery Peacock (2×) | JL Bourg             | 17,8 | [ 18 ] |
| 2017–18 | Amin Stevens         | Rouen Métropole      | 17,9 |        |
| 2018–19 | Lasan Kromah         | Rouen Métropole      | 17,1 | [ 19 ] |
| 2019–20 | Tyren Johnson        | ADA Blois            | 18,4 | [ 20 ] |
| 2020–21 | Hugo Besson          | Saint-Quentin BB     | 19,3 |        |
| 2021–22 | Stéphane Gombauld    | SLUC Nancy           | 19,5 | [ 21 ] |